# Октобарски салон
Октобарски салон је изложба репрезентативних дела из актуелног стваралаштва у области ликовних уметности, која има статус сталне манифестације у области културе од значаја за Град Београд, oснивачa и покровитељa манифестације.

## Историја Октобарског салона
Савет Модерне галерије (која је с временом прерасла у Музеј савремене уметности у Београду) на основу свог статута и акта Секретаријата за просвету и културу Народног одбора града Београда на седници одржаној 19. маја 1960. године донео је решење о оснивању Октобарског салона. 
Први Октобарски салон одржан је у Уметничком павиљону у Масариковој улици 20. октобра 1960, у привремено изграђеном објекту који је функционисао до 1974. године. Од тада Октобарски салона мења просторе у којима се одржава.
Уметници који су излагали на првом Октобарском салону су: Ана Бешлић, Ангелина Гаталица, Нандор Глид, Олга Јанчић, Никола Кока Јанковић, Олга Јеврић, Јован Кратохвил, Ото Лего, Ристо Стијовић, Александар Зарин.
Задатак Октобарског салона био је да сваке године о годишњици ослобођења Београда у Другом светском рату која се обележава 20. октобра приређује изложбу репрезентативних остварења савремене српске ликовне уметности.
Он ће обогатити културни живот Београда и пружити могућност нашој јавности да се упозна са најбољим остварењима наше ликовне уметности и тако стекне јаснију и прегледнију слику о њеним кретањима и вредностима. Октобарски салон ће допринети уметничком васпитању наших људи и умногоме стимулирати стварање самих уметника. Показујући вредна остварења наших ликовних уметника, без обзира којим генерацијама и школама припадају, Октобарски салон ће омогућити и упоређења, садржајније анализе и одређеније закључке. Сигурно је да ће Салон имати видан утицај на развијање нашег ликовног живота и на поједина уметничка стремљења, што ће свакако бити корисно за даљи развој наше ликовне уметности. Из тих разлога Народни одбор града Београда помоћи ће да Октобарски салон испуни своје друштвене, културне и уметничке задатке ради којих је и основан. То ће бити могуће остварити уз потпуно ангажовање свих ликовних уметника Србије и осталих културних радника као и уз подршку широке културне јавности.
(Из текста Ђурице Јојкића, председника Народног одбора града Београда у каталогу 1. Октобарског салона, 1960.)
Током своје историје доживео је многе измене у концепцији и методологији рада, покушавајући да прати кретања у сфери ликовних, а касније визуелних уметности, увек са јасном намером да буде простор за предсатвљање најбољих, најрепрезентативнијих савремених остварења у овој области. Године 1967. Салон се претвара у смотру актуелних уметничких токова којој се прикључују и остварења из примењених уметности.
На иницијативу дугогодишњег организатора, Културног центра Београда, а одлуком оснивaча, Града Београда, 2004. године Октобарски салон добија међународни карактер, а 2014. године постаје бијенална манифестација.
Октобарски салон има Одбор и уметничког директора/директорку, које именује Скупштина Града Београда. Организационе, стручне, административне, финансијске и техничке послове за потребе Октобарског салона обавља правно лице, коме обављање тих послова уговором повери Град Београд. Функционисање Октобарског салона усклађено је са Правилима културних манифестација од значаја за Град Београд, који усваја Скупштина Града Београда. 

## Међународна издања
Од 2004. године, од када је добио међународни карактер, изложбе Салона су курирали: Анда Ротенберг ( 45. Октобарски салон, Континентални доручак), Дарка Радосављевић и Небојша Вилић (46. Октобарски салон, Уметност која ради), Рене Блок и Барбара Хајнрих (47. Октобарски салон, Уметност, живот и пометња), Лоранд Хеђи (48. Октобарски салон, Микронаративи), Бојана Пејић (49. Октобарски салон, Уметник-грађанин, уметница-грађанка), Бранислава Анђелковић (50. Октобарски салон, Околности), Јуан Пусет (51. Октобарски салон, Ноћ нам прија), Аленка Грегорич и Галит Еилат (52. Октобарски салон, Време је да се упознамо), Бранислав Димитријевић и Мика Ханула (53. Октобарски салон, Гуд лајф), Red Min(e)d – Јелена Петровић, Данијела Дуганџић, Катја Коболт, Дуња Куковец (54. Октобарски салон, Нико не припада више ту него ти), Николаус Шафхаузен и Ванеса Милер (55. Октобарски салон, Ствари које нестају), Дејвид Елиот (56. Октобарски салон – Београдски бијенале, Љубавни занос), Гунар Кваран, Даниеле Кваран (57. Октобарски салон – Београдски бијенале, Чудо какофоније), Иларија Марота и Андреа Баћин (58. Октобарски салон- Београдски бијенале, Сањари), Зорана Ђаковић Миннити и колектив Културног центра Београда (59. Октобарски салон).

## Визуелни идентитет
Октобарски салон од настанка има посебан визуелни идентитет за свако издање, који су до сада потписивали: М. Борота, Никола Масниковић, Стјепан Филеки, Душан Пападополос, Драгослав Стојановић–Сип, Александар Пајванчић–Алекс, Коста Богдановић, Бранислав Суботић, Љубомир Павићевић Фис,  Добрило Николић, Љубомир Иванковић, Миле Грозданић, Тоде Рапаић, Едуард Чеховин, SMS BSB SAATCHI & SAATCHI ADVERTISING BALKANS, Бата Кнежевић, MMILAN&MARINKK, Блажина Дизајн Студио, Борут Вилд, Погон – Игор Мешулам, Даниел Глид, Габриел Глид, Група Шкарт, Милош Лужанин, Уметничка група ФИА, Виктор Шекуларац, Рои Вара, Добривоје Бата Крговић,  Хана Рајковић, Дан Перјовши, Миња Смајић, Мирко Илић, Андреј Долинка, Саша Керкош, Метаклиника, Jonathan Abbott at Barnbrook, NEW MOMENT NEW IDEAS COMPANY, CURA. & Dan Solbach, Бојана Алексијевић.
Аутор логотипа Октобарског салона који је изведен у оквиру 56. Октобарског салона, је студио Џонатана Барнбрука.

## Каталози
Двојезична издања каталога Октобарских салона постоје од 2004. године.
Као део програма 59. Октобарског салона реализована је сарадња са Одељењем за уметничку документацију Музеја савремене уметности у Београду у оквиру које су постављена дигитализована издања каталога Октобарских салона у периоду од 1960. до 2021. године.

## Колекција Октобарски салон
Одлуком Управног одбора Културног центра Београда 2012. године основана је Колекција Октобарски салон Архивирано на веб-сајту  (30. септембар 2023). Идеја да се оснује Колекција Октобарски салон настала је након што је белгијски уметник Јан Фабр поклонио Културном центру Београда свој рад под називом I’m a one man movement [Сам свој покрет], који је био продуциран за потребе 52. Октобарског салона, 2012. године.
Колекција је међународна и за сада је чине дела уметника/уметница и уметничких група који су учeствoвaли нa мeђунaрoдним излoжбaмa Oктoбaрскoг сaлoнa, и то oд 2004. гoдинe надаље. Ово је и главни и једини критеријум када је реч о политици аквизиција. За сада се број дела у Колекцији увећава кроз поклоне и откупе. Поједина дела нaстaла су и прoдуцирaна зa пoтрeбe одређених Салона, након чега су вољом умeтникa постала и део Колекције Октобарски салон.